# کی‌سی‌ام
کی‌سی‌ام (انگلیسی: KCM؛ زادهٔ ۲۶ ژانویهٔ ۱۹۸۲) خوانندگی اهل کره جنوبی است. وی از سال ۲۰۰۳ میلادی تاکنون مشغول فعالیت بوده است.